# Cientista do Ano
Cientista do Ano (em alemão:  Wissenschafter des Jahres) é um prêmio da Áustria concedido anualmente desde 1994 pelo "Klub der Bildungs- und Wissenschaftsjournalisten" a pesquisadoras e pesquisadores, que "especialmente de uma forma facilmente entendível comunicam seu trabalho investigativo fazendo assim a investigação científica na Áutria acessível ao público geral".

## Recipientes
- 1994: Georg Wick
- 1995: Stefan Karner
- 1996: Anton Zeilinger
- 1997: Rudolf Rieder e Heinrich Wänke
- 1998: Herbert Budka
- 1999: Christoph Badelt
- 2000: Hildegunde Piza-Katzer
- 2001: Ulrich Heinz Jürgen Körtner
- 2002: Renée Schroeder
- 2003: Josef Penninger
- 2004: Rudolf Taschner
- 2005: Helga Kromp-Kolb
- 2006: Konrad Paul Liessmann
- 2007: Wendelin Schmidt-Dengler
- 2008: Fatima Ferreira
- 2009: Rudolf Grimm
- 2010: Kurt Kotrschal
- 2011: Sabine Ladstätter
- 2012: Georg Grabherr
- 2013: Verena Winiwarter
- 2014: Wolfgang Baumjohann
- 2015: Wolfgang Neubauer
- 2016: Alexandra Kautzky-Willer[1][2]
- 2017: Stefan Thurner[3][4]
- 2018: Nuno Maulide[5]
- 2019: Barbara Stelzl-Marx[6]
- 2020: Elisabeth Puchhammer-Stöckl[7]